# 表情圖標百科
表情圖標百科（英語：Emojipedia）是一个表情圖標参考网站，记载了Unicode标准中各个表情图标的编码、含义、演变等信息。
网站同时也是Unicode联盟的一员，提供了Unicode网站上的部分彩色表情图标。

## 历史
2013年，苹果公司在新发布的iOS 6中增加了若干表情图标，但没有说明哪些图标是新增的，使不少用户产生了疑惑。为此，Jeremy Burge创建了表情图标百科。考虑到表情图标的官方名称较为隐晦，用户只需搜索其特征即可找到相应的表情图标。
2014年，随着Unicode 7引入了一批表情图标，尤其是备受争议的中指图标，网站的访问量迅速上升。2015年，Burge辞去工作，完全投入网站的运营中。这一年网站页面浏览量已达1.4亿。
2015年9月，网站发起了认领表情图标活动，将站内的广告替换为愿意认领表情的赞助商的链接。但同年12月，Unicode联盟也发起了类似的认领字符活动，为其工作募集资金。为了支持Unicode联盟，防止混淆，2016年11月，网站的认领表情图标活动宣告结束。
2016年，表情图标百科主张苹果公司不应将手枪图标改为水枪（🔫），但未获采纳。
2018年，滑板运动员Tony Hawk指出，表情图标百科发布的滑板图标设计过时，并协助设计了新图标。同一批图标中的DNA和龙虾图标也被指出不符合生物学构造，随后被修改。

## 世界表情圖標日
2014年，表情图标百科将每年的7月17日定为世界表情图标日，这是日历表情图标（📅）上显示的日期。